# Ли (Лондон)
Ли (также известный как Ли-Грин, от англ. Lee Green, букв. — «зелёное укрытие») — район юго-восточного Лондона, Англия, в лондонских районах Луишем и Гринвич. Ли расположен к западу от Элтема и к востоку от центра города Луишем, в историческом графстве Кент.
Церковь Святой Маргарет (построена в 1839—1841 годах, архитектор Джон Браун) является местом захоронения трёх королевских астрономов: Эдмонда Галлея, Натаниеля Блисса и Джона Понда.

## История

Карта, на которой изображены подопечные Ли городские боро Луишема, появившиеся в 1916 году

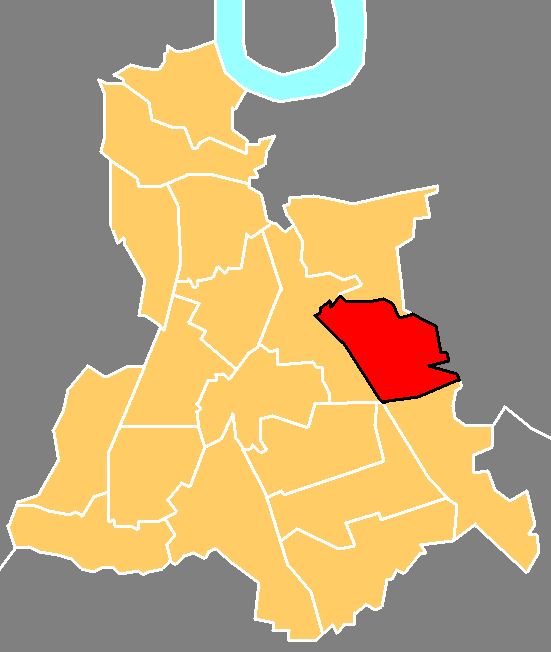
Избирательный округ Ли-Грин (красный) в лондонском районе Луишем (оранжевый)

Поместье Ли было историческим церковным приходом Блэкхит и просуществовало до 1900 года, когда оно было объединено с приходом Луишем для создания столичного боро Луишем. В то время как современный Ли сосредоточен на железнодорожной станции Ли и дороге Бернт-Эш-Хилл, приход базировался вокруг Ли-Хай-Роуд, которая сегодня простирается до центра города Луишем. Река Куогги сформировала большую часть границы между двумя приходами, хотя в Ли-Бридж (в западной части Ли-Хай-Роуд) она теперь почти полностью скрыта.
Общественное поместье Ли сформировало всестороннюю историю области. Книга Страшного суда описывает Ли как маленькую область совершенствования, расположенную в обширном лесу. На самой ранней доступной карте (Rocque's 1740) показано скопление из примерно десятка домов вокруг треугольной деревни зелёного цвета. Эта деревня была окружена полями. Ферма Ли-Грин занимала юго-восточный сектор с 1660-х годов (примерно на месте нынешнего торгового центра Лигейт). Ферма была снесена в 1840 году и перестроена под Дом Тюдоров дальше на восток.
Место, где Роберт Кокинг в 1837 году погиб при первой аварии на парашюте, является частью Ли.
Пабы Old Tigers Head («Старая голова тигров») и New Tigers Head («Новая голова тигров») являются важными и яркими чертами перекрёстка. Оригинальный паб Old Tigers Head, как полагают, был построен на месте, в настоящее время занятом New Tigers Head. Предполагается, что оригинальный паб был построен до 1730 года. Он был перестроен на своём нынешнем месте, в северо-западном квадранте, в 1750—1770 годах, а затем перестроен (в третьем воплощении) в 1896 году. Он стал важной почтой и постоялым двором. New Tigers Head начал свою жизнь как пивной магазин, известный как «Тигровая Таверна» (англ. Tiger Tavern) в 1830-х годах. Он был расположен в конце четырёх коттеджей, известных как Проспект-Терраса (англ. Prospect Terrace), построенных примерно в то же время. Остались три из этих коттеджей с почтовым отделением, газетным киоском и парикмахерской. В 1868 году он упоминается как Tiger's Head Inn. Считается, что нынешнее здание заменило оригинальный коттедж через несколько лет после 1896 года — даты восстановления Old Tigers Head. New Tigers Head теперь закрыта.
В 1815 году кавалерийские и пешие полки прошли через Ли-Грин на пути к битве при Ватерлоо:
|                              | The space in front of the Tiger's Head and the Green were very commodious for the transfer of baggage to the waggons of the farmers from the other side of London to those of the farmers in this neighbourhood which were pressed for that purpose, to convey them 15 miles further on the journey to Dover. |  | Пространство перед головой тигра и Грином было очень полезным для передачи багажа в фургоны фермеров с другой стороны Лондона тем из фермеров в этом районе, которые были принуждены для этой цели, чтобы передать их на 15 миль дальше в пути к Дувру |  |
| Ф. Х. Харт. История Ли, 1892 | |  | |  |

В начале XIX века боксёрские поединки проходили у Старого тигра. В 1840-х годах проходили скачки и (человеческие) пешие гонки, но полиция остановила эти события, вероятно, под давлением местных жителей. В то время Грин был центром деревенской жизни с матчами по крикету, кулачными боями без перчаток и другими развлечениями. В 1850-х годах дальнейшее жилищное строительство вызвало установку надлежащих канализационных коллекторов, и был заполнен конный пруд Ли-Грина. В 1860-х годах застройщик Джон Паунд возводил дома в юго-восточном квадранте, Орчард-Террас на Элтем-роуд и Корон-Террас на Бёрнт-Аш-Лейн (сейчас дорога).
Открытие станции Ли в 1866 году побудило к строительству новых домов на перекрёстках дорог. Площадка Ли-Грин-Ферм была построена как Карстон-Мьюс. В том же году Чарльз Генри Рид, льняной драпировщик, переходит на 1 Орчард-Террас и открывает универмаг. Рид умер в 1895 году, а в 1903 году бизнес перешёл во владение Griffith & Co.

## Знаменитые жители
- Сэр Фрэнсис Бэринг[англ.] — основатель банка Baring Brothers Bank приобрёл усадебный дом (приписывается архитектору Ричарду Джаппу[англ.]) в Manor Lane (ныне библиотека и его территория — общественный парк Манор-Хаус-Гарденс[англ.], англ. Manor House Gardens) в 1796 году.
- Генри Томас Бокль — английский историк и автор «Истории цивилизации», родился в Ли.
- Поэт Эрнест Доусон — родился и вырос в Ли.
- Джеймс Робертсон Джастис[англ.] — актёр, родился в Ли в 1907 году.

## Галерея

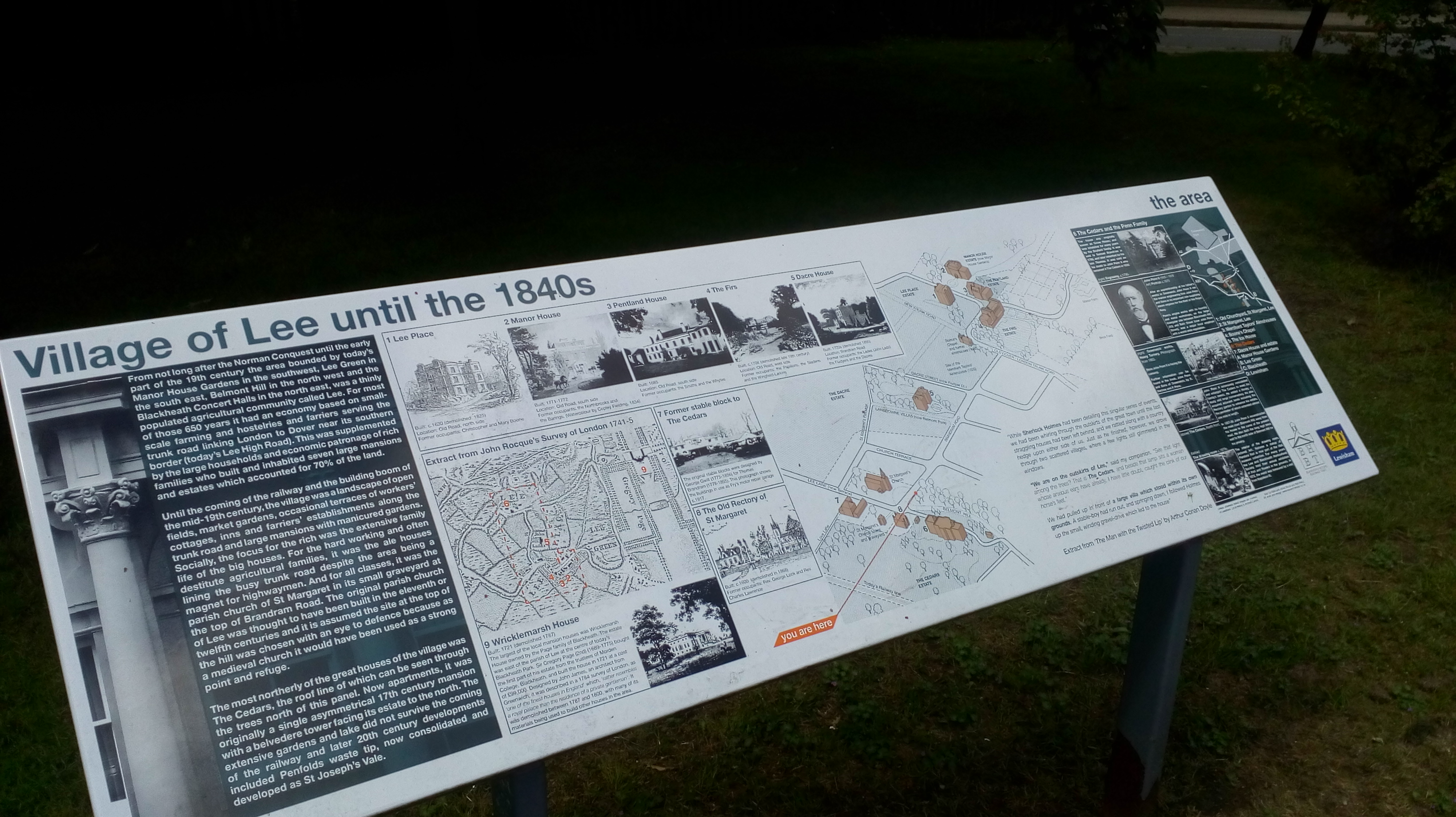
Исторический совет деревни Ли
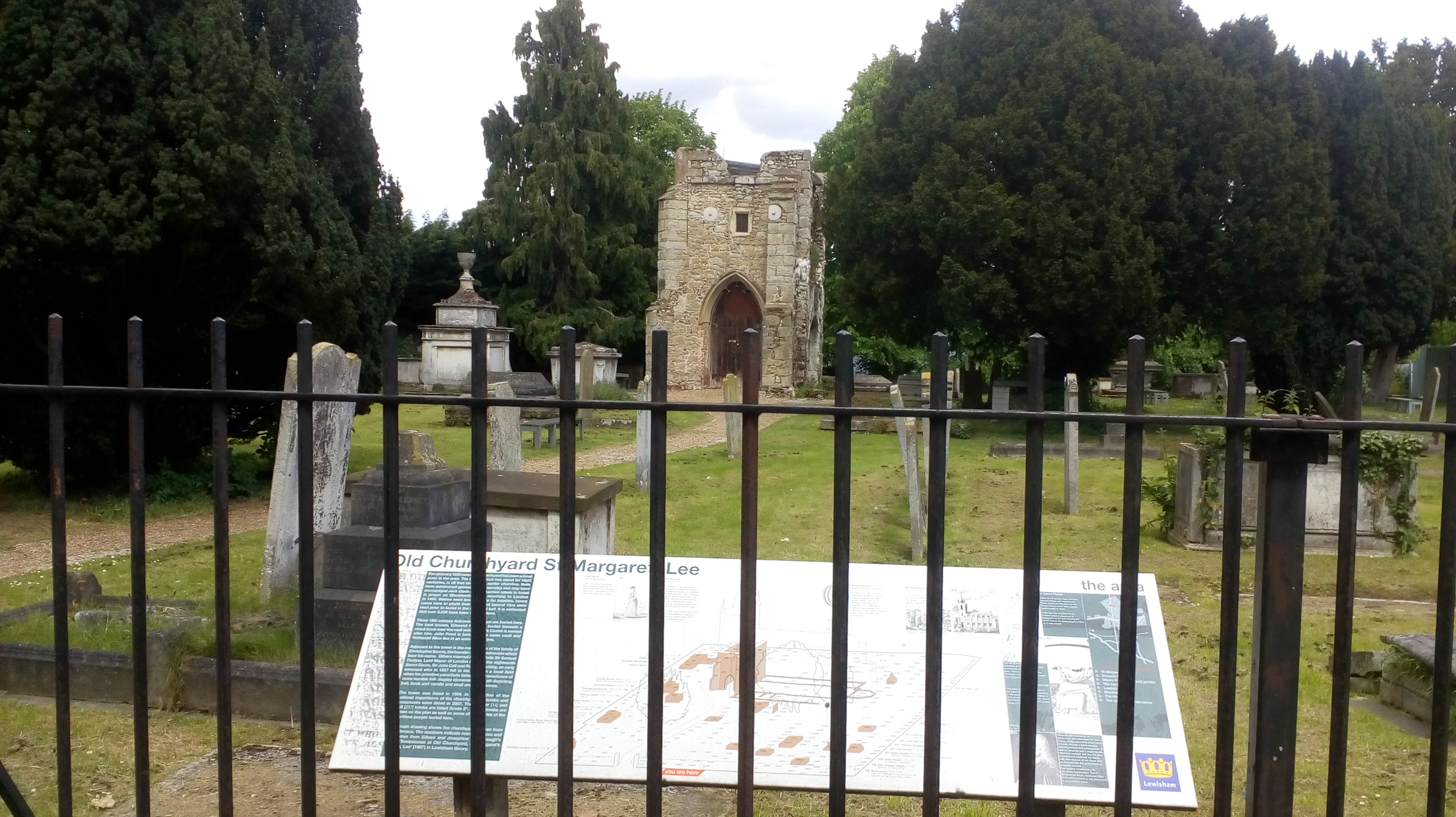
Старый церковный двор и руины старой церкви Святой Маргарет в Ли. Считается, что руинам старой церкви не менее восьми веков
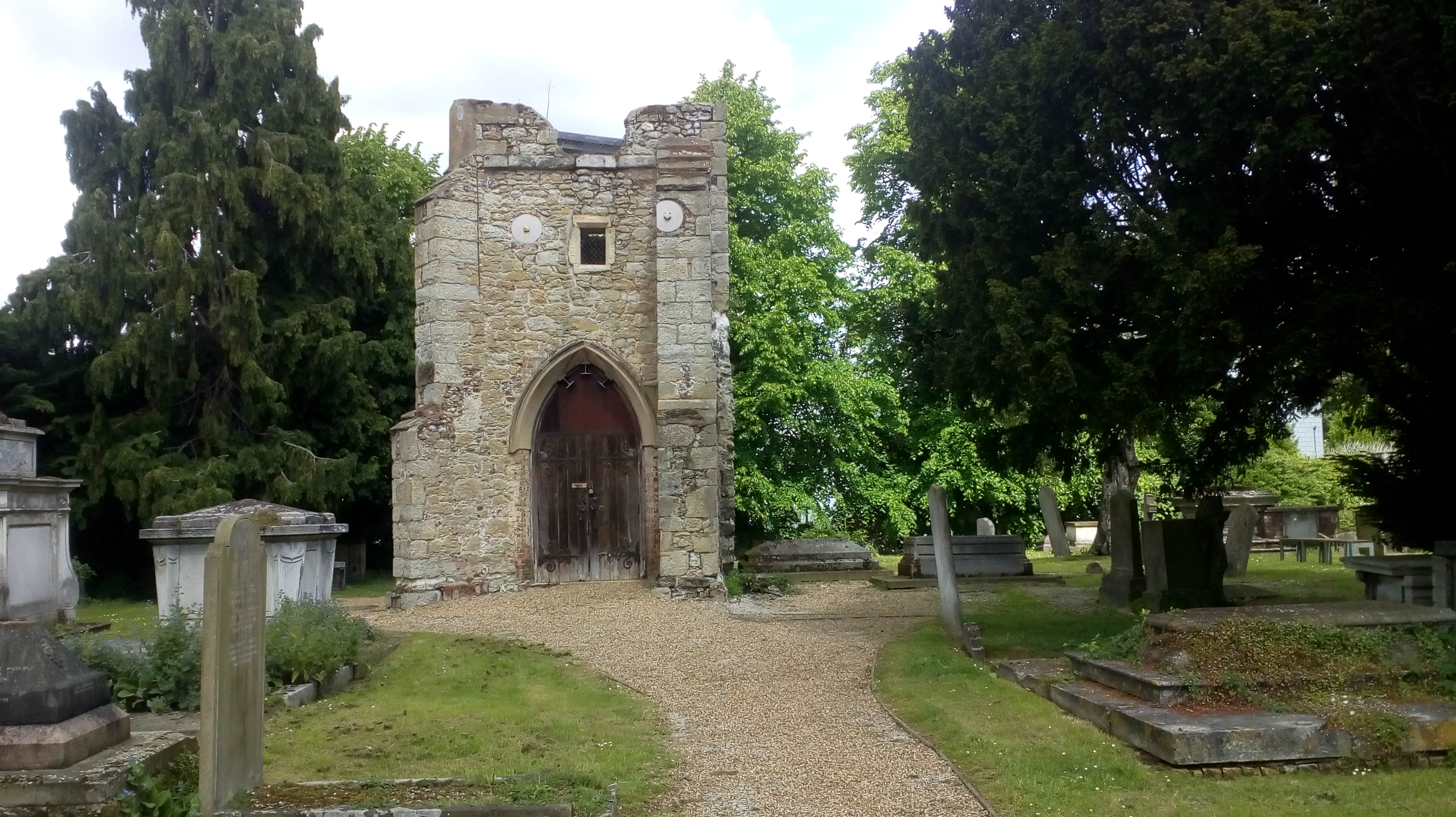
Руины старой церкви Святой Маргарет в Ли
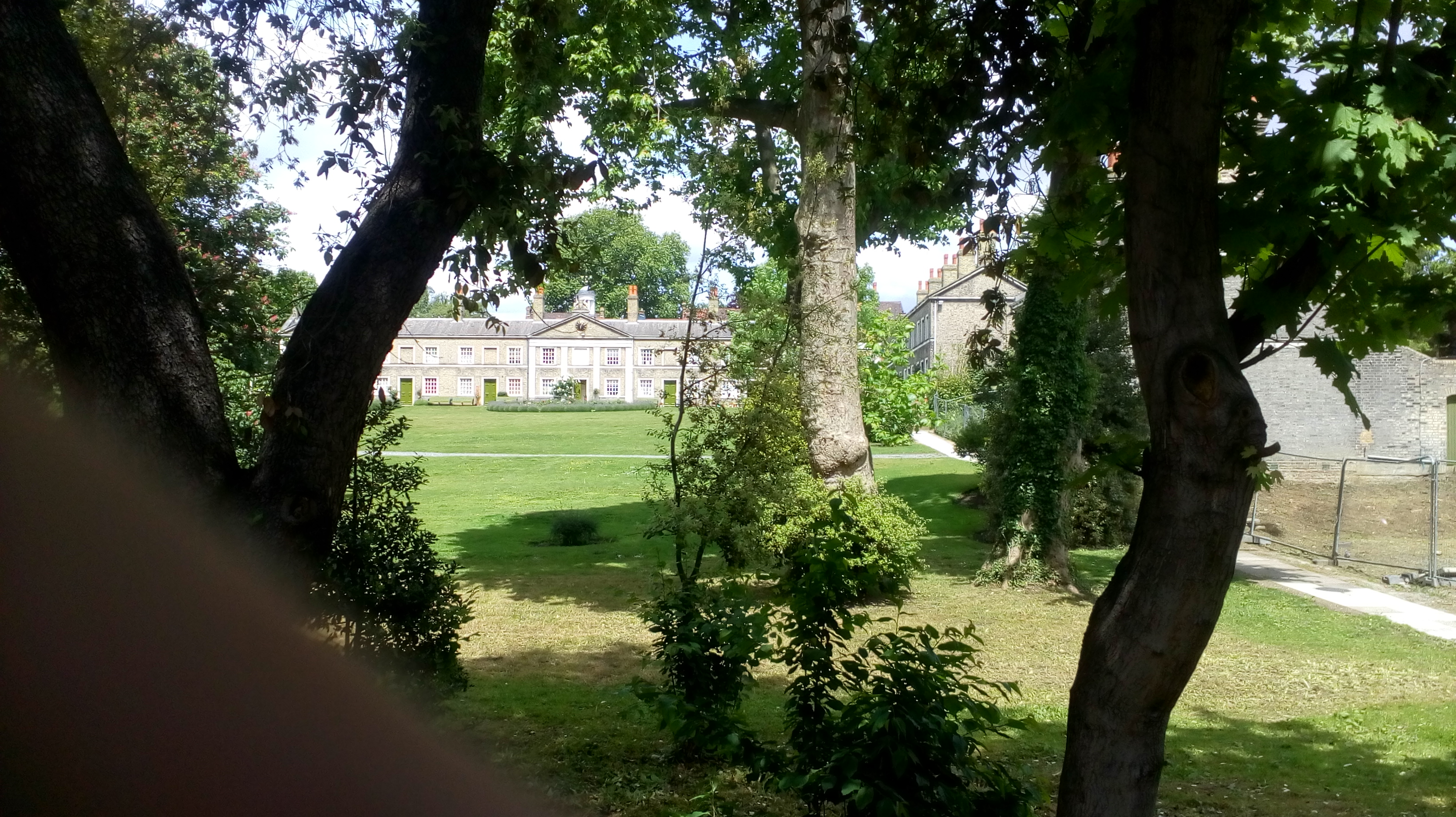
Богадельня купца Тейлора в Ли
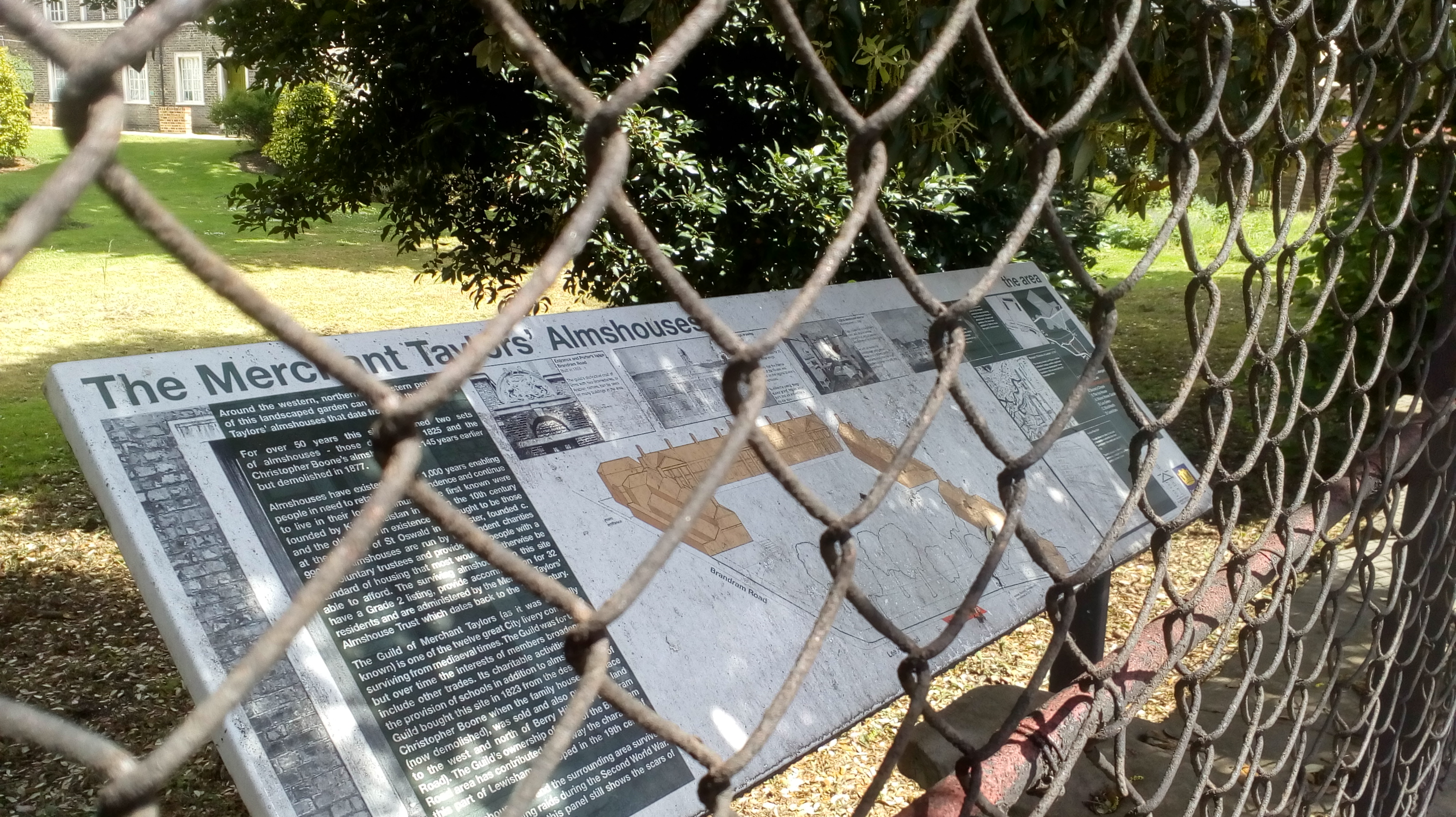
Доска истории для богадельни купца Тейлора в Ли

## Транспорт
Ли-Хай-Роуд является главной дорогой через область и является частью дороги А20.
Железнодорожный вокзал Ли обслуживает районы Лондона Чаринг-Кросс, Кэннон-стрит, как через Луишем, так и через Сидкап и Вулидж-Арсенал в рамках петлевого сервиса. Есть также услуги для Грейвсенд. Ли обслуживается многими автобусами компании «Транспорт для Лондона», связывающими его с такими районами, как Бромли, Блэкхит, Катфорд, Кристал-Пэлас, Элтем, Кидбрук, Луишем, Нью-Кросс, Сидкап, Сиденхэм и Вулидж.